# Конкубинат
Конкубинат (лат. concubinatus, от лат. con — вместе, и лат. cubare — лежать; греч. παλλάκεια, παλλακισμός, παλλακή, ἄγραφος γάμος) — в римском и византийском праве разрешенное законом постоянное сожительство мужчины и женщины; не признаваемое браком, но имеющее юридические последствия.